# Lévignen
Lévignen – miejscowość i gmina we Francji, w regionie Hauts-de-France, w departamencie Oise.
Według danych na rok 1990 gminę zamieszkiwały 652 osoby, a gęstość zaludnienia wynosiła 47 osób/km² (wśród 2293 gmin Pikardii Lévignen plasuje się na 430. miejscu pod względem liczby ludności, natomiast pod względem powierzchni na miejscu 238.).